# Liste des distinctions de Sia
Sia est une chanteuse, auteur-compositrice et réalisatrice artistique australienne. Elle a sorti sept albums studio : OnlySee (1997), Healing Is Difficult (2002), Colour the Small One (2004), Some People Have Real Problems (2008), We Are Born (2010), 1000 Forms of Fear (2014) et This Is Acting (2016). Elle sort l'album live Lady Croissant en 2007, et un album compilation Best Of... qui est sorti en Australie en 2012. Son sixième album studio, 1000 Forms of Fear, est sorti le 8 juillet 2014 dans le monde. Il fut en tête des classements en Australie, au Canada et aux États-Unis. Le premier single de l'album Chandelier est un succès international.
En 2002, Sia reçoit le prix du Meilleur Jeune Auteur-compositeur décerné par les APRA Awards, présentée par l'Australasian Performing Right Association. Depuis lors, Sia a été nommé à deux People's Choice Awards, un Brit Awards, quatre World Music Awards et deux Golden Globe Awards. Elle a remporté trois NRJ Music Awards, un MTV Video Music Awards, huit ARIA Music Awards, et trois APRA Music Awards. En 2013, l'Académie nationale des arts et des sciences nomme la chanson Wild Ones (Flo Rida featuring Sia) pour le Grammy Award de la meilleure collaboration rap/chant et en 2015, elle reçoit quatre nominations aux Grammy Awards à elle seule.

## APRA Music Awards
Les APRA Music Awards sont présentés annuellement depuis 1982 par l'Australasian Performing Right Association (APRA). Les prix de l'APRA récompensent les réalisations d'auteur-compositeur, de compositeur, de parolier et d'éditeur. Les nominations et les lauréats sont déterminés par plus de 60 000 membres votants éligibles de l'APRA, par les membres de son conseil d'administration, ou par des analyses statistiques de l'APRA. Selon l'APRA, le prix de la Chanson de l'Année est la seule récompense musicale où le vote est participatif en Australie. Sia reçoit six récompenses sur douze nominations.
| Année | Travail nommé                           | Récompense                        | Résultat   | Réf.   |
| ----- | --------------------------------------- | --------------------------------- | ---------- | ------ |
| 2002  | Sia                                     | Meilleur Jeune Auteur-compositeur | Lauréat    | [ 3 ]  |
| 2011  | Clap Your Hands                         | Chanson de l'Année                | Nomination | [ 4 ]  |
| 2012  | Titanium (David Guetta featuring Sia)   | Œuvre Dance de l'Année            | Nomination | [ 5 ]  |
| 2013  | Sia                                     | Auteur-compositeur de l'Année     | Lauréat    | [ 6 ]  |
| 2013  | Diamonds (interprété par Rihanna)       | Œuvre Pop de l'Année              | Nomination | [ 7 ]  |
| 2013  | I Love It (Hilltop Hoods featuring Sia) | Œuvre Urbaine de l'Année          | Lauréat    | [ 8 ]  |
| 2013  | I Love It (Hilltop Hoods featuring Sia) | Œuvre australienne la plus jouée  | Nomination | [ 9 ]  |
| 2014  | Sia                                     | Auteur-compositeur de l'Année     | Lauréat    | [ 10 ] |
| 2015  | Chandelier                              | Chanson de l'Année                | Lauréat    | [ 11 ] |
| 2015  | Chandelier                              | Meilleur Chanson Pop de l'Année   | Nomination | [ 12 ] |
| 2015  | Chandelier                              | Œuvre australienne la plus jouée  | Nomination | [ 12 ] |
| 2015  | Sia                                     | Auteur-compositeur de l'Année     | Lauréat    | [ 11 ] |

## ARIA Music Awards
Les Australian Recording Industry Association Music Awards sont décernés chaque année par l'Australian Recording Industry Association (ARIA). Sia reçoit huit prix sur quatorze nominations.
| Année | Travail nommé                           | Récompense                    | Résultat   | Réf.   |
| ----- | --------------------------------------- | ----------------------------- | ---------- | ------ |
| 2009  | TV Is My Parent                         | Meilleur DVD de Musique       | Lauréat    | [ 13 ] |
| 2010  | We Are Born                             | Album de l'Année              | Nomination | [ 14 ] |
| 2010  | We Are Born                             | Meilleure Artiste féminine    | Nomination | [ 14 ] |
| 2010  | We Are Born                             | Meilleure Sortie indépendante | Lauréat    | [ 14 ] |
| 2010  | We Are Born                             | Meilleur Album pop            | Lauréat    | [ 14 ] |
| 2010  | Clap Your Hands                         | Single de l'Année             | Nomination | [ 14 ] |
| 2010  | Clap Your Hands                         | Meilleur clip                 | Lauréat    | [ 14 ] |
| 2012  | I Love It (Hilltop Hoods featuring Sia) | Chanson de l'Année            | Nomination | [ 15 ] |
| 2014  | 1000 Forms of Fear                      | Album de l'Année              | Lauréat    | [ 16 ] |
| 2014  | 1000 Forms of Fear                      | Meilleure Artiste féminine    | Lauréat    | [ 16 ] |
| 2014  | 1000 Forms of Fear                      | Meilleur Album pop            | Lauréat    | [ 16 ] |
| 2014  | 1000 Forms of Fear                      | Meilleur Artiste de Reprise   | Nomination | [ 16 ] |
| 2014  | Chandelier                              | Chanson de l'Année            | Nomination | [ 16 ] |
| 2014  | Chandelier                              | Meilleur clip                 | Lauréat    | [ 16 ] |
| 2015  | Elastic Heart                           | Meilleure Artiste féminine    | Nomination | [ 17 ] |
| 2015  | Elastic Heart                           | Meilleure Sortie pop          | Nomination | [ 17 ] |
| 2015  | Elastic Heart                           | Chanson de l'Année            | Nomination | [ 17 ] |

## Brit Awards
Les Brit Awards sont une récompense musicale délivrée annuellement par la British Phonographic Industry depuis 1977. Sia a reçu une nomination.
| Année | Travail nommé | Catégorie                                 | Résultat   |
| ----- | ------------- | ----------------------------------------- | ---------- |
| 2015  | Sia           | Meilleure Artiste féminine internationale | Nomination |

## Echo Awards
2017: chanteuse internationale de l'année - This Is Acting (lauréat)

## Golden Globe Awards
Les Golden Globes ont été mis en place en 1944 par la Hollywood Foreign Press Association pour célébrer le meilleur de la production cinématographique et télévisuelle. Sia a reçu deux nominations.
| Année | Travail nommé | Catégorie                   | Résultat   |
| ----- | ------------- | --------------------------- | ---------- |
| 2010  | Bound to You  | Meilleure chanson originale | Nomination |
| 2015  | Opportunity   | Meilleure chanson originale | Nomination |

## Grammy Awards
Les Grammy Awards sont décernés chaque année par l'Académie nationale des arts et des sciences des États-Unis pour récompenser des réalisations exceptionnelles dans l'industrie du disque. Souvent considéré comme l'honneur le plus élevé dans le domaine de la musique, les prix ont été créés en 1958. Sia a été nommé cinq fois.
| Année | Travail nommé             | Catégorie                         | Résultat   |        |
| ----- | ------------------------- | --------------------------------- | ---------- | ------ |
| 2011  | Wild Ones (Avec Flo Rida) | Meilleure collaboration rap/chant | Nomination | [ 20 ] |
| 2015  | Chandelier                | Enregistrement de l'année         | Nomination |        |
| 2015  | Chandelier                | Chanson de l'Année                | Nomination |        |
| 2015  | Chandelier                | Meilleure performance pop en solo | Nomination |        |
| 2015  | Chandelier                | Meilleure vidéo musicale          | Nomination |        |

## MTV Awards

### MTV Europe Music Awards
Les MTV Europe Music Awards (« EMAs », initialement MTV European Music Awards) ont été créés en 1994 par MTV Networks Europe pour célébrer les chansons et les chanteurs les plus populaires en Europe. Commençant à l'origine comme une alternative aux American MTV Video Music Awards, les MTV Europe Music Awards est aujourd'hui une cérémonie populaire que les téléspectateurs de MTV dans le monde considèrent comme la meilleure dans la musique. Sia a été nommé deux fois.
| Année | Travail nommé | Récompense                  | Résultat   | Réf.   |
| ----- | ------------- | --------------------------- | ---------- | ------ |
| 2014  | Chandelier    | Meilleure chanson           | Nomination | [ 21 ] |
| 2014  | Sia           | Meilleur artiste australien | Nomination | [ 21 ] |

### MTV Video Music Awards
Les MTV Video Music Awards (VMAs) sont décernés chaque année par MTV aux meilleurs vidéo-clips. Créés à l'origine pour compléter les Grammy Awards, qui ne récompensaient pas les vidéo-clips. Sia reçoit une récompense sur trois nominations.
| Année | Travail nommé                         | Récompense                             | Résultat   | Réf.   |
| ----- | ------------------------------------- | -------------------------------------- | ---------- | ------ |
| 2014  | Chandelier                            | Vidéo de l'Année                       | Nomination | [ 21 ] |
| 2014  | Chandelier                            | Meilleure chorégraphie                 | Lauréat    | [ 21 ] |
| 2014  | Battle Cry (Angel Haze featuring Sia) | Meilleure vidéo avec un message social | Nomination | [ 21 ] |
| 2015  | Elastic Heart                         | Meilleure vidéo féminine               | Nomination | [ 22 ] |

## NRJ Music Awards
Les NRJ Music Awards ont été créés en 2000 par la station de radio NRJ en partenariat avec la chaîne de télévision TF1. Sia reçoit trois prix sur sept nominations.
| Année | Travail nommé                    | Catégorie                                  | Résultat   |
| ----- | -------------------------------- | ------------------------------------------ | ---------- |
| 2014  | Sia                              | Artiste féminine internationale de l'année | Lauréat    |
| 2014  | Chandelier                       | Chanson internationale de l'année          | Lauréat    |
| 2015  | Sia                              | Artiste féminine internationale de l'année | Nomination |
| 2016  | Sia                              | Artiste féminine internationale de l'année | Lauréat    |
| 2018  | Sia                              | Artiste féminine internationale de l'année | Nomination |
| 2018  | David Guetta & Sia - Flames      | Groupe / Duo international de l'année      | Nomination |
| 2020  | Sia                              | Artiste féminine internationale de l'année | Nomination |
| 2020  | David Guetta & Sia - Let's Love" | Collaboration internationale de l'année    | Nomination |

## People's Choice Awards
Les People's Choice Awards sont des récompenses musicales, cinématographiques et télévisuelles américaines décernées chaque année depuis 1975. Sia a été nommée deux fois.
| Année | Travail nommé | Catégorie                 | Résultat   |
| ----- | ------------- | ------------------------- | ---------- |
| 2014  | Sia           | Artiste pop favori        | Nomination |
| 2014  | Sia           | Artiste féminine favorite | Nomination |

## Rolling Stone Australia Awards
Les Rolling Stone Australia Awards ont été créés en 2010 par le magazine Rolling Stone Australia pour récompenser des contributions exceptionnelles à la culture populaire de l'année précédente. Sia reçoit un prix sur une nomination.
| Année | Travail nommé      | Récompense     | Résultat | Réf.   |
| ----- | ------------------ | -------------- | -------- | ------ |
| 2015  | 1000 Forms of Fear | Meilleur album | Lauréat  | [ 24 ] |

## YouTube Music Awards
Les YouTube Music Awards (communément abrégé en YTMA) sont une cérémonie de remise de prix présentés par YouTube visant à récompenser la musique sur le site web.
| Année | Travail nommé | Récompense               | Résultat | Réf.   |
| ----- | ------------- | ------------------------ | -------- | ------ |
| 2015  | Sia           | 50 artistes à surveiller | Lauréat  | [ 25 ] |

## World Music Awards
Les World Music Awards sont une cérémonie fondée en 1989, remettant des prix internationaux, qui honorent chaque année des artistes internationaux basés sur les chiffres de ventes mondiales fournies par la Fédération internationale de l'Industrie phonographique (IFPI). Sia a reçu quatre nominations.
| Année | Travail nommé                         | Récompense                          | Résultat   | Réf.   |
| ----- | ------------------------------------- | ----------------------------------- | ---------- | ------ |
| 2014  | Sia                                   | Meilleure artiste féminine mondiale | Nomination | [ 26 ] |
| 2014  | Sia                                   | Meilleur artiste live mondial       | Nomination | [ 27 ] |
| 2014  | Titanium (David Guetta featuring Sia) | Meilleure chanson mondiale          | Nomination | [ 28 ] |
| 2014  | Titanium (David Guetta featuring Sia) | Meilleur clip mondial               | Nomination | [ 29 ] |